# Juan Fernando Quintero
Juan Fernando Quintero Paniagua, född 18 januari 1993 i Medellín, Colombia, är en colombiansk fotbollsspelare som spelar som offensiv mittfältare för River Plate, i Argentina, på lån från den portugisiska klubben FC Porto.
Quintero spelar även för Colombias fotbollslandslag.